# Attento gringo... ora si spara
Attento gringo... ora si spara (La tumba del pistolero) è un film spagnolo del 1964 diretto da Amando de Ossorio.

## Trama
Tom Bogard decide di sospendere i suoi studi a Boston per tornare a Tucson City e scoprire chi ha ucciso suo fratello. Arrivato in città scopre che il fratello è stato ucciso dal suo migliore amico, con il quale aveva in comune anche due società, perché pare avesse ucciso una ragazza per gelosia.